# Olympische Spelen in de Klassieke Oudheid

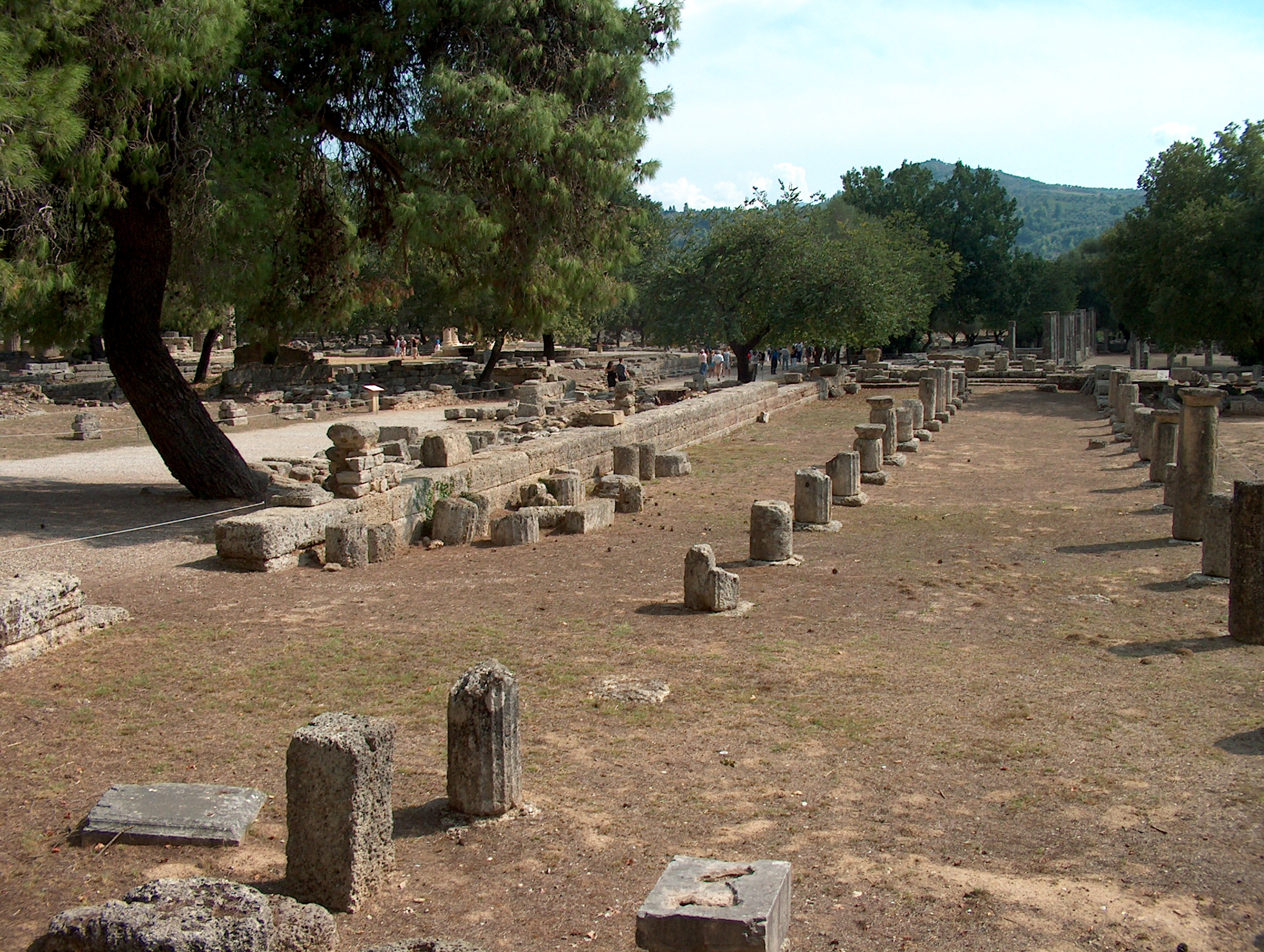
Overblijfselen van de palaestra in Olympia (3e eeuw v.Chr.)

De Olympische Spelen (Oudgrieks: Ὀλύμπια, Olýmpia; Ὀλυμπιάς, Olympiás; Ὀλυμπιακός ἀγών, Olympiakós agṓn) waren in de oudheid de om de vier jaar ter ere van Zeus Olýmpios gehouden sportwedstrijden waaraan een groot aantal Griekse poleis deelnamen. Deze spelen zijn genoemd naar het plaatsje Olympia waar ze gehouden werden en waren de belangrijkste en meest prestigieuze van de vier Panhelleense Spelen (ἄγώνες /ágōnes). De deelnemers waren mannen. Ze namen naakt deel aan de sportwedstrijden, zoals ze volgens Dorische traditie ook naakt oefenden in de gymnasia.
De eerste Olympische Spelen worden traditioneel geplaatst in 776 v.Chr. en zouden ononderbroken worden gehouden tot 393 n.Chr., kort nadat keizer Theodosius I in een edict had bevolen dat alle cultusplaatsen van de oude Griekse godsdienst moesten worden verlaten. Hij verbood alle heidense spelen.
Ze zijn ons voornamelijk bekend uit de Periêgêsis (Beschrijving van Griekenland) van Pausanias, de archeologische opgravingen op de site van Olympia en vaasschilderingen. Men moet er echter wel rekening mee houden dat deze bronnen uit verschillende periodes dateren en in sommige gevallen zelfs over andere spelen gaan.

## Oorsprong
De precieze oorsprong van de Olympische Spelen in de klassieke oudheid is niet bekend, maar verschillende mythen en legenden doen de ronde.
1. Een hiervan vertelt over de held Herakles die een race zou hebben gewonnen in Olympia en vervolgens bepaalde dat de race elke vier jaar herhaald moest worden.
2. Volgens een andere mythe zouden de Olympische Spelen ingevoerd zijn door de oppergod Zeus nadat hij de Titaan Kronos had verslagen.
3. Een derde mythe vertelt dat koning Iphitos van Elis (9e eeuw v.Chr.) aan de basis van Olympische Spelen zou hebben gestaan. Hij zou het Orakel van Delphi geraadpleegd hebben om te vragen hoe hij zijn onderdanen kon beschermen tegen oorlog. De Pythia zou hem geadviseerd hebben om spelen te organiseren ter verering van de goden. De Spartaanse vijand van Iphitos zou toen besloten hebben om de oorlog te stoppen tijdens de spelen.
4. De vierde mythe vertelt dat Pelops de hand van Hippodameia, de dochter van Oinomaos vroeg. Oinomaos was de koning van Pisa, een plaatsje in de buurt van Olympia. Een orakel had Oinomaos voorspeld dat hij vermoord zou worden door zijn schoonzoon. Hij besliste daarom dat elke man die met Hippodameia wilde trouwen, Oinomaos moest verslaan in een wagenren naar de tempel van Poseidon. Oinomaos had zijn paarden namelijk van de oorlogsgod Ares gekregen. Hij was dus bijna onverslaanbaar. Als de bruidegom verloor werd zijn hoofd aan de poortmuur gehangen. Reeds twaalf hoofden hingen er aan de poortmuur toen Pelops arriveerde. Toen Hippodameia Pelops zag werd ze op slag verliefd en maakte een afspraak met hem. Ze zei tegen hem dat hij gek was, maar Pelops had een plan. Hij liet de assen van de wagen van Oinomaos vervangen door assen van was. De volgende dag werd de race gehouden en op een gegeven moment viel de wagen van Oinomaos om, doordat de assen van zijn wagen waren gesmolten. Hij werd toen door Pelops in het ravijn gegooid. Zo won Pelops de race en als dank stelde hij de Olympische Spelen in.

## Geschiedenis
De Spelen werden gehouden in Olympia in de Griekse landstreek Elis. Olympia was een heilige plaats waar vele tempels, altaren en standbeelden te vinden waren. Er stond onder meer het 12 meter hoge Beeld van Zeus te Olympia, dat een van de zeven wereldwonderen was.
In de begintijd stond er slechts één onderdeel op het programma: een hardloopwedstrijd over de lengte van ongeveer 190 meter. In de loop der jaren werden steeds meer sportonderdelen toegevoegd: boksen, worstelen, pankration (een combinatie van boksen en worstelen), paardenrennen, verschillende hardloopwedstrijden en de pentatlon, een vijfkamp bestaande uit worstelen, hardlopen, verspringen, speerwerpen en discuswerpen. Doordat er steeds meer onderdelen bij kwamen, duurden de spelen niet één maar vijf dagen. Drie dagen werden gebruikt voor de spelen, één volgens religieuze rituelen, en op de laatste dag kregen alle deelnemers banket.
De winnaars van de verschillende wedstrijden genoten veel aanzien en werden beloond met een olijfkrans en een kruik olijfolie. Beeldhouwers maakten soms beelden van de winnaars.

## Het Olympisch stadion

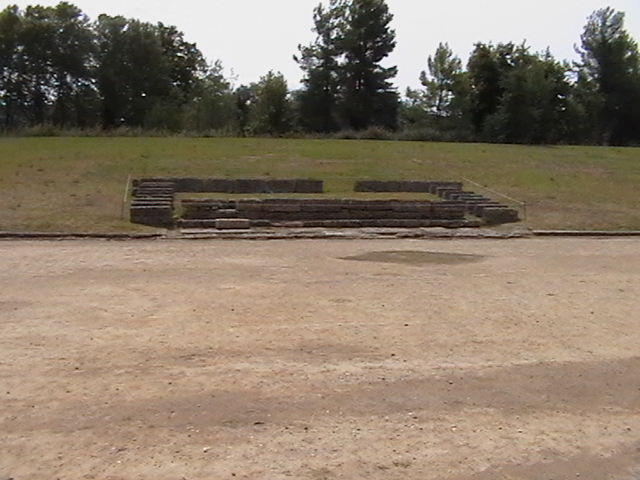
Deze stenen banken deden dienst als jurytafel in het Olympisch stadion.

Aanvankelijk werden de loopwedstrijden in Olympia op een gewone zandvlakte gehouden. Een lijn gaf de start en aankomst weer. Atleten liepen niet in rondjes, maar keerden aan het einde van de baan gewoon om. De open baan werd na verloop van tijd niet handig bevonden; er werden verbeteringen aangebracht tot men een rechthoekige baan bekwam met aan de randen natuurlijke hellingen als tribunes voor het publiek. Rond 350 v.Chr. werden stenen tribunes gebouwd met staanplaatsen die reeds plaats boden voor zo'n 40 à 45 duizend toeschouwers.
Kenmerkend was de vorm van de tribunes: in het midden draaiden de rijen zich 3 meter naar buiten toe, zodat de toeschouwers aan de randen de atleten beter konden zien. Deze vorm bleek zo succesvol, dat hij werd overgenomen voor de bouw van het allereerste moderne olympische stadion in Athene.
De atleten en de scheidsrechters moesten het stadion betreden via de kryptè, een 32 meter lange tunnel, wat zorgde voor een plechtige en spectaculaire intrede. De kryptè is de oudste constructie in haar soort in Griekenland. Een bronzen hek zorgde ervoor dat onbevoegden het stadion niet binnen konden komen. De gang was zo goed verborgen dat volgens Pausanias:

de atleten van nergens leken te komen als de scheidsrechters hen opriepen om deel te nemen aan de wedstrijden
— Periêgêsis, Pausanias

Als we het prozaïscher bekijken, was door het hoogteverschil tussen de Altis en het stadion deze tunnel noodzakelijk. Men heeft er graffiti aangetroffen van atleten die er hun beurt afwachtten.
Zowel het stadion als de tunnel van Olympia zijn verloren gegaan. Alleen de start- en aankomstlijn is nog te bezichtigen: twee stenen drempels met groeven voor een betere grip.

## Olympisch vuur
De antieke Spelen waren verbonden aan Zeus, de Griekse oppergod. Voor zijn tempel in Olympia werden op het hoofdaltaar 100 ossen verbrand (hekatombe). Dit vuur werd brandende gehouden gedurende de Spelen. De vlam ervan werd, net als alle andere offers, aangestoken met het heilige vuur van de godin Hestia. Nu wordt het vuur vanuit Olympia naar het land gedragen waar de Olympische spelen zijn.

## Olympische vrede
Het concept van de Olympische vrede, hoe omstreden ook, stamt wel degelijk vanuit de oudheid. Voor het begin van de spelen werd een heilige wapenstilstand afgekondigd. Deze duurde eerst vijf dagen, later zelfs drie maanden, om de bezoekers en atleten op weg naar Olympia te beschermen. De spondophoroi σπονδοφοροι waren speciaal aangesteld om deze wapenstilstand af te kondigen. Voor die gelegenheid was er een speciale tekst opgesteld, waarvan we de inhoud niet letterlijk kennen. Wel is bekend dat het verdrag was gegraveerd op een discus die in de Hera-tempel werd bewaard, toen Pausanias Olympia bezocht kreeg hij hem te zien.

Op de discus van Iphitus staat de wapenstilstand opgetekend die de Eliërs afkondigen tijdens de Olympische Spelen en de tekst is niet in rechte lijnen opgeschreven, maar in het rond, langs de rand van de discus.
— Pausanias V 20.1.

Deelnemende staten mochten onder andere geen gewapend conflict beginnen en geen rechtszaken aanspannen of executies voltrekken. Overtreders kregen een fikse geldboete. Ook de moderne Olympische Spelen kennen nog steeds deze Olympische vrede.

## Conflicten bij de Olympische Spelen
Er zijn heel wat conflicten geweest met betrekking tot de organisatie van de Olympische Spelen, de Eliërs kregen het regelmatig aan de stok met de inwoners van Pisa, een plaats heel dicht bij Olympia; Pausanias schreef over deze voorvallen het volgende:

De bewoners (van Pisa) brachten ongeluk over zichzelf door vijandig te zijn tegenover de Eliërs en omdat ze zelf de zeggenschap over de Spelen wilden hebben in plaats van de Eliërs
— Pausanias VI 22.2.

Het ergste conflict met de Pisanen vond plaats in 364 v.Chr., toen bestormden soldaten de arena in Olympia en vond er een heuse veldslag plaats. Meteen was de meest dramatische botsing tussen sport en politiek een feit. De tragedie wilde dat de Elianen de Olympische Spelen organiseerden, maar volgens schrijver Xenophon hadden de Pisanen, een naburige bevolkingsgroep, het laken naar zich toe getrokken. Daar waren de Elianen uiteraard niet blij om en ze besloten het festival te verstoren op zijn hoogtepunt, terwijl duizenden Grieken er een worstelwedstrijd bijwoonden.
In het heilige Olympia namen de Pisianen en hun bondgenoten, de Arcadiërs, hun defensieve stellingen in. Op de daken van de tempels stelden ze boogschutters op, maar de Elianen slaagden er toch in om door de vijandige gelederen te breken. In het heiligdom van Zeus kwam het tot gevechten van man tot man. De sportliefhebbers waren niet bepaald uit hun lood geslagen. Volgens schrijver Diodotos volgden de toeschouwers in feestelijke gewaden en met lauwerkransen en bloemen in het haar de schermutselingen langs de zijlijn, om gespeend van alle partijdigheid de heldhaftige prestaties van beide kampen toe te juichen; Het gewelddadige protest verrichtte wonderen. De Elianen moesten de aftocht blazen, maar ze mochten de volgende Spelen organiseren.
Tegenwoordig stellen we het oude olympische sportideaal boven de onderlinge rivaliteiten. De Grieken kondigden een heilig bestand af om de sportlui en de toeschouwers de kans te geven het festival bij te wonen. Dat was een hele prestatie in een land dat voortdurend verscheurd werd door interne twisten. Maar de Grieken bleven hun eigen ideaal niet altijd trouw.
Er zijn ook embargo's geweest. In 420 v.Chr., toen de Peloponnesische oorlog in alle hevigheid woedde, werden de Spartanen van de Spelen geweerd. Een Spartaan die er toch in geslaagd was om door de mazen van het net te glippen, werd gegeseld. Twintig jaar later werkten de Spartanen zich nog dieper in de nesten toen ze midden in het heilige bestand een militaire actie op het getouw zetten. Pausanias schrijft hierover dat de Elianen de Spartanen van de Spelen weerden, de Spartanen reageerden hierop door met een leger het territorium van Elis binnen te trekken, door een aardbeving kwam het echter niet tot een gevecht. De Spartanen kregen een boete van 1 mina per soldaat, wat tegenwoordig wellicht goed zou zijn voor 3 miljoen euro.
In 380 v.Chr. kwam er een Atheense boycot van de Spelen toen een van de atleten betrokken bleek te zijn bij een corruptieschandaal, wat niet meteen een erg nobel streven was.
Zelfs in vreedzamere tijden was er geen ontkomen aan de politiek, want het massaal aanwezige publiek werd altijd op een aantal toespraken verrast. In 388 v.Chr. veegde een zekere Lysias de vloer aan met tiran Dionysios van Syracuse, die samen met zijn opzichtige entourage helemaal uit Sicilië was gekomen. De sportliefhebbers ontstaken in woede en plunderden de luxetenten van de koning. Om te weten hoe die tenten eruitzagen, lezen we een fragment van Diodoros van Sicilië:

Hij zond verschillende vierspanteams, die heel veel sneller waren dan alle anderen en voor de feestelijke gelegenheid stuurde hij tenten, die met goud doorweven waren en gemaakt van kostbare stoffen in vele vrolijke kleuren.
— Diodorus Siculus XIV 109

## Vrouwen bij de Spelen
Vrouwen mochten niet deelnemen. Dit kan te maken hebben met de naaktheid van de atleten en met het religieuze karakter van de Spelen: oorspronkelijk waren ze misschien verbonden met vruchtbaarheidsriten.
Het verbod was echter niet universeel, want op andere spelen, zoals de Nemeïsche Spelen en de Pythische Spelen, waren vrouwen wel toegestaan, zowel onder de deelnemers als onder het publiek. Ook bezaten vrouwen hun eigen spelen: de Heraia. Deze spelen waren ter ere van de godin Hera. Hierover is niet erg veel bekend, maar vast staat wel dat er enkel loopwedstrijden werden gehouden en dat de vrouwen gekleed waren. De loopwedstrijden gingen net als bij de mannen over 600 voet, maar wel een andere voet: de voet bij mannen werd berekend op de standaardvoet in de tempel van Zeus, bij hen was 600 voet ongeveer 192 meter; de vrouwenvoet werd berekend op de voet in de tempel van Hera en was dus kleiner; zo moesten zij slechts 160 meter lopen.

## De overwinnaars
De tijd, oorlogen, plunderingen, religieus fanatisme en onverschilligheid hebben de archieven van de Spelen vernietigd. Men neemt aan dat ze in het Bouleutèrion werden bewaard. Er zijn namen tot ons gekomen: worstelaar Milo van Croton was zesvoudig winnaar in Olympia; Faullos had het record verspringen op zijn naam met 6.28 meter; Koroibos was de eerste loopkampioen wiens naam bewaard bleef (776 v.Chr.); Leonidas van Rodos won de drie loopwedstrijden viermaal na elkaar (van 164 tot 152 v.Chr.). Kylon van Athene, Anaxilas van Rhegion en Hiëron van Syracuse gebruikten hun overwinningen om in hun respectievelijke steden in de politiek te gaan. Ook de ervaren politicus Alkibiades liet niet na de Atheense kiezers te herinneren aan zijn kwaliteiten als atleet.
Ook Romeinse keizers hebben hun naam in de annalen van Olympia geschreven, onder wie Tiberius en Nero. Maar in het laatste geval kan men de herinnering nauwelijks roemvol noemen: Nero behaalde weliswaar een overwinning in de wagenrennen, maar men moet daarbij wel bedenken dat zijn wagen werd getrokken door tien paarden, dat hij tweemaal ten val kwam en dat hij 250 000 drachmen overmaakte aan de scheidsrechters. Als bekroning - dat is hier het toepasselijke woord - bracht hij meer dan 2000 palmen en kransen mee naar Rome.
Het was voor een stad erg belangrijk om veel overwinnaars te hebben, elke stad had haar eigen nationale eer en deed derhalve haar best om zo veel mogelijk olympische zeges op haar conto te schrijven. Een olympisch succes droeg immers in belangrijke mate bij aan het aanzien van de verschillende plaatsen, die elkaar om de haverklap in de haren vlogen. Maar het kon natuurlijk gebeuren dat een stad niet beschikte over sporters die goed genoeg waren om een overwinning te behalen. Een atleet kopen, kon dan een optie zijn:

Dikon, de zoon van Kallibrontus, won vijf hardloopwedstrijden bij de Pythische Spelen, drie tijdens de Isthmische, vier tijdens de Nemeïsche en één bij de wedstrijden voor jongens in Olympia. Daarna won hij er nog twee bij de mannenwedstrijden in Olympia. Toen hij een jongen was, zei men dat hij uit Kaulonia kwam, wat overigens ook zo was, maar later kreeg hij er geld voor om te zeggen dat hij uit Syracuse kwam.
— Pausanias, VI 3.11.

Door met geldbuidels te zwaaien kreeg de Griekse stad op Sicilië een succesvolle sporter in haar gelederen. Zo maakte zij voortaan ook kans op Griekse roem die voor de Grieken zo belangrijk was. De Spelen waren en zijn nog steeds een mix van emotie en sportgeweld. Of het nu gaat over het chauvinisme van onze moderne staten, of de concurrentiestrijd tussen de antieke Griekse steden, de vreugde bij het winnen en de teleurstelling bij het verliezen zijn door de eeuwen heen altijd hetzelfde gebleven. En zo is het ook met de gevoelens van de deelnemers. Er zijn momenten van zelfvertrouwen, maar het kan gebeuren dat de situatie verandert en de angst hun om het hart slaat. De Griekse vuistvechter waarover Pausanias vertelt, werd het allemaal wat te veel en dat kwam hem duur te staan:

Ze zeggen dat een pankratiast uit Alexandrië, die Sarapion heette, tijdens de 201de Olympiade zo bang was voor zijn tegenstanders dat hij één dag voor het pankration gehouden zou worden, wegliep. En ze zeggen dat dit de enige keer was dat een man, en nota bene uit Egypte, bestraft is voor lafheid.
— Pausanias, VI 21.18.

Pausanias vertelt verder nog over Sostratus:

Sostratus uit de stad Sicyon was een pankratiast en zijn bijnaam was Acrochersites, dat Vingerbreker betekent. Want hij pakte zijn tegenstander bij de vingers, brak ze en hij hield daar pas mee op wanneer hij merkte dat de ander opgaf
— Pausanias VI 4.1.

Minstens zo erg vond Pausanias het voorval met Creugas in 400 v.Chr.; op de Nemeïsche Spelen nam Creugas in het boksen het op tegen Damoxenos, 's avonds was de kamp nog niet beslist, beide boksers stemden ermee in elkaar om de beurt een klap te geven die niet mocht worden afgeweerd. Creugas gaf Damoxenos een klap op het hoofd, Damoxenos overleefde die, daarna beval Damoxenos Creugas zijn arm op te tillen, daar haalde hij uit met gestrekte vinger. De zij van Creugas was doorboord, daarna haalde Damoxenos een tweede keer uit en dit keer in de buik van de tegenstander; Creugas was op slag dood. Maar omdat Damoxenos twee keer had geslagen werd hij gediskwalificeerd en won Creugas toch de wedstrijd.
Verder vereeuwigt Pausanias een familie krachtpatsers die in Olympia zegevierden:

Daarna kom je bij de beelden van de Rhodische atleten, Diagoras en zijn nageslacht. [...] Acousilaus kreeg de krans bij het mannenboksen, Dorieus, die de jongste was, won drie keer op een rij in Olympia met pankration. Maar voor Dorieus was Damagetos al zijn rivalen in het pankration de baas geweest. Allemaal waren ze zonen van Diagoras [...] die met boksen bij de mannen gewonnen had. [...] Maar Diagoras had ook dochters en hun zonen deden aan boksen en behaalden ook overwinningen in Olympia.
— Pausanias VI 7.1-2.

## Prijzen
Op de laatste dag kregen de atleten hun prijs, bestaande uit een tak van de heilige wilde olijfboom (de altis) die op het terrein groeide vlak bij de tempel van Zeus. Voor de hedendaagse atleet stelt dit weinig voor, maar voor de Grieken had de boom een sterke symbolische en religieuze waarde. In mythische tijde was het Herakles geweest die de eerste olympische winnaar had gekroond met een krans van olijftakken en hieruit kwam de olympische gewoonte voort. In Delphi, waar de Pythische spelen werden gehouden, ging het weer anders. Daar kregen de winnaars een laurierkrans, op grond van een andere mythe: Apollo, die in Delphi werd vereerd, zat ooit achter Daphne aan, een meisje dat niets van hem wilde weten. Ze vluchtte voor zijn avances en werd veranderd in een laurierstruik.
Het waren dus niet zomaar takjes die de Grieken hun zegevierende atleten cadeau deden, maar takjes met een heilige uitstraling. En dat paste goed bij de status die aan de overwinnaars zelf werd toegekend. Zij werden in hun thuissteden ook ongeveer goddelijk verklaard en konden vaak rekenen op een levenslange toelage, gratis eten en nog veel meer prettige privileges. Bovendien gebruikten latere geschiedschrijvers de namen van de winnaars bij wijze van tijdsaanduiding:

(het jaar 336 v.Chr.) Toen Pythodorus archont van Athene was, de Romeinen Quintus Publius en Tiberius Aemilius Mamercus als consuls kozen en de 111de Olympische Spelen plaatsvonden, waarin Cloemantis uit Cleitor de hardloopwedstrijd won.
— Diodorus Siculus, XVI 91.1.

Een overwinning op de Olympische Spelen leverde dus met recht onsterfelijke roem op, want de namen van atleten die de Olympische Spelen worden vaak door klassieke auteurs overgeleverd tot in onze tijd.
Niet iedereen was er even tevreden mee, met zo'n takje van een heilige boom. En die mening werd ook gedeeld door een zekere Anacharsis die met de beroemde Athener Solon van gedachte wisselt:

Anacharsis: 'En wat zijn dan de prijzen?'
Solon: 'Bij de Olympische Spelen een krans van de wilde olijf, bij de Isthmische een krans van pijnboomtakken, bij de Nemeïsche een krans van gevlochten selderij en bij de Pytische een paar appels uit het heiligdom van de god... maar waarom lach je Anacharsis? Vind je het soms weinig?'
Anacharsis: 'Helemaal niet, Solon, de prijzen die jij opsomt, zijn werkelijk indrukwekkend... dat die atleten voor een paar appels en wat selderij zich zo afbeulen en ook nog gevaar lopen door elkaar gewurgd te worden en iets te breken. Alsof het niet mogelijk is om zonder moeite aan een appel te komen voor wie dat wil of zelf een krans te maken van selderij of van pijnboomtakken zonder dat je gezicht helemaal onder de modder komt en zonder door tegenstanders in de buik getrapt te zijn.
— Lucianus, Anacharsis 9.

## Voetnoten
1. ↑  Voor een uitgebreide bespreking van de problematiek rond dit jaar, zie: H.M. Lee, The "First" Olympic Games of 776 B.C., in W. Raschke (ed.), The Archaeology of the Olympics: the Olympics and other Festivals in Antiquity, Madison, 1988, p. 110-118.
2. ↑  We kunnen echter niet met zekerheid uit onze bronnen opmaken wanneer de laatste spelen plaatsvonden (S.G. Miller, Organisation et fonctionnement des jeux Olympiques, in A. Pasquier (ed.), Olympie, actes du cycle de conférences organisées au musée du Louvre du 18 janvier au 15 mars 1999, Parijs, 2001, p. 100 (voetnoot 1). ).
3. ↑  Zie Pausanias V4.5. Iphitus wordt genoemd als een van de vroege koningen van Elis (zevende eeuw v.Chr.). Hij organiseerde de Spelen in Olympia en stelde het olympische festival en de wapenstilstand weer in nadat er een hele tijd een onderbreking was geweest. Zie Pausanias V 8.5-6
4. ↑  Classical E-Text: PAUSANIAS, DESCRIPTION OF GREECE 6. 19 - 26
5. ↑  http://en.wikisource.org/wiki/Hellenica/Book_7/Chapter_4
6. ↑  Diod. xv. 78, http://penelope.uchicago.edu/Thayer/E/Roman/Texts/Diodorus_Siculus/15E*.html
7. ↑  Pausanias III 8.3.
8. ↑  LacusCurtius • Diodorus Siculus — Book XIV Chapters 97‑112
9. ↑  Pausanias, V 8.6, VIII 26.4, Strabo, Geographika VIII 3.30 (§ 355).
10. ↑  Tiberius: IvO. 220 (= Syll.³ 782); Germanicus: Eusebius, Chronicon I 213 (ed. Schoene), IvO. 221; Nero: IvO. 287 (zijn naam werd in deze inscriptie uitgewist (aangegeven door [[]])), Suetonius, Vita Neronis 23.1, 24.2, 25, 53, Philostratos, Apollonius V 7, Cassius Dio, LXIII 10.1, 14.1.
11. ↑  Pausanias VIII 40.3-5.
12. ↑  Pausanias, V 15.3.
13. ↑  Herakles geld als stichter van de spelen, zie Pausanias, V 7.7.
14. ↑  Dit is de reden waarom laurier in het Grieks nu nog 'daphni' genoemd wordt.